# Талдибулак (Таскалинський район)
Талдибула́к (каз. Талдыбұлақ) — село у складі Таскалинського району Західноказахстанської області Казахстану. Входить до складу Чижинського сільського округу.
Населення — 20 осіб (2021; 129 у 2009, 275 у 1999, 403 у 1989).